# Verdrag van Devol
Het Verdrag van Devol is een in 1108 gesloten overeenkomst tussen Bohemund I van Antiochië en de Byzantijnse keizer Alexios I Komnenos, in de nadagen van de Eerste Kruistocht. Ondanks het feit dat het verdrag niet onmiddellijk bekrachtigd werd, was het bedoeld om van het Prinsdom Antiochië een vazalstaat van het Byzantijnse Rijk te maken.
Aan het begin van de Eerste Kruistocht verzamelden kruisvaarders zich in Constantinopel, waar ze het Byzantijnse keizerrijk al het veroverde land beloofden. Bohemund, de zoon van Alexios' voormalige vijand Robert Guiscard, maakte echter aanspraak op het Vorstendom Antiochië. Alexios erkende de legitimiteit van het prinsdom niet, en Bohemund vertrok naar Europa op zoek naar versterkingen. Hij startte een openlijke oorlogsvoering tegen Alexios, maar werd snel gedwongen zich over te geven en met Alexios te onderhandelen in het keizerlijke kamp bij rivier Devoll, waar het verdrag ondertekend werd.
In het verdrag beloofde Bohemund een vazal van de keizer te worden en het keizerrijk wanneer nodig te verdedigen. Hij accepteerde ook de benoeming van een Griekse Patriarch. In ruil ontving hij de titels sebastos en doux van Antiochië en het recht om het Graafschap Edessa over te dragen aan zijn erfgenamen. Hierna trok Bohemund zich terug naar Apulië, waar hij stierf. Zijn neef Tancred, die regent was over Antiochië, weigerde de voorwaarden van het verdrag te accepteren, waarna Antiochië tijdelijk door de Byzantijnen werd bezet in 1137. Het duurde echter tot 1158 voor het een echte Byzantijnse vazalstaat werd.
Het verdrag wordt gezien als een typisch voorbeeld van de Byzantijnse neiging om conflicten op te lossen via diplomatie in plaats van oorlog en was zowel het gevolg als de oorzaak voor het wantrouwen tussen de Byzantijnen en hun West-Europese buren.

## Achtergrond

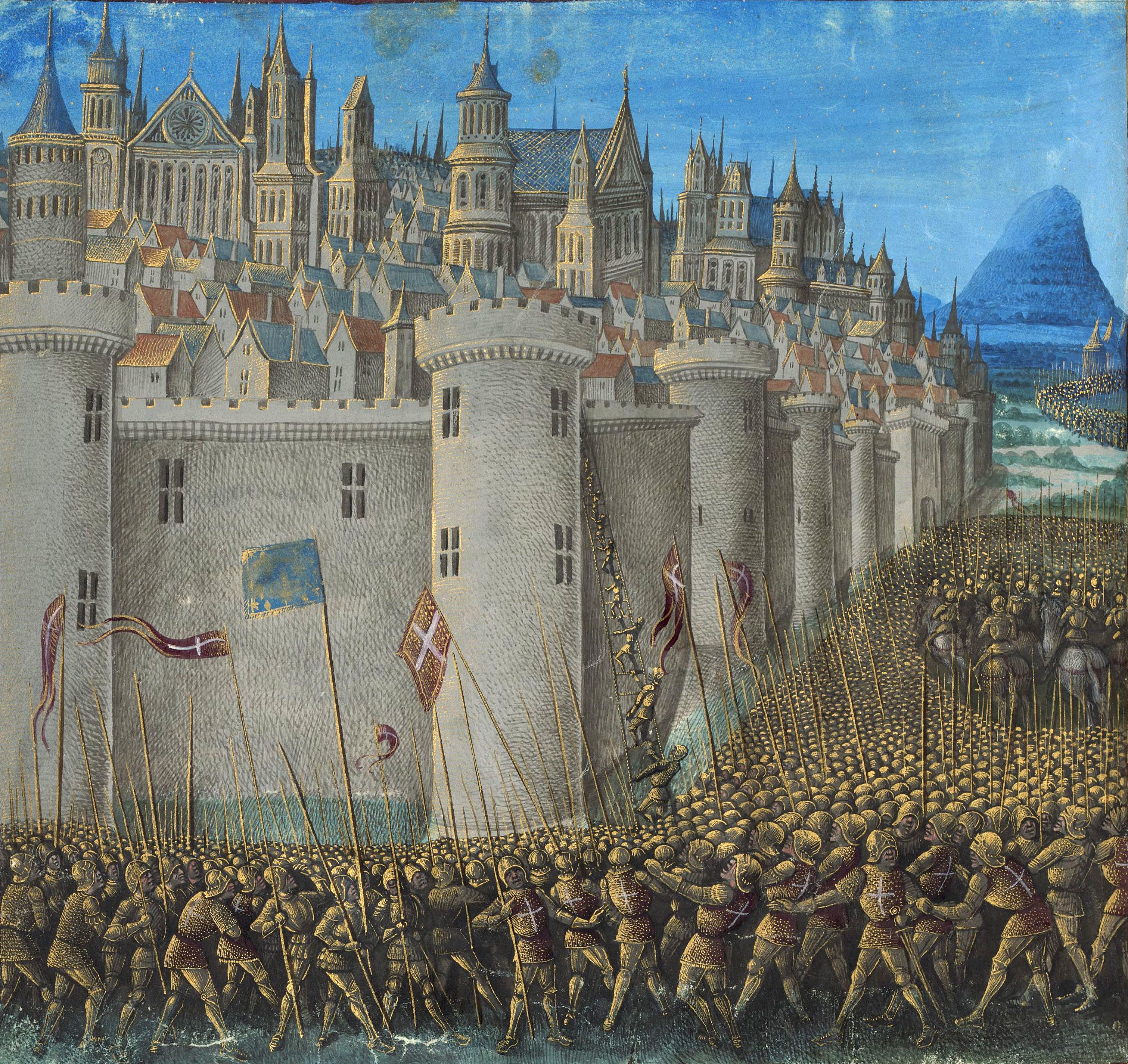
De belegering van Antiochië op een middeleeuwse miniatuur

In 1097 verzamelden de kruisvaarders vanuit heel Europa zich bij Constantinopel, na te hebben gereisd in groepen naar het oosten. Alexios I, die een aantal westerse ridders had gevraagd om te dienen als huursoldaat tegen de Seltsjoeken, blokkeerde de legers in de stad en liet ze niet vertrekken voordat de leiders een eed hadden gezworen, waarbij zij beloofden dat de landen die voorheen bij het rijk hoorden en heroverd werden op de weg naar Jeruzalem, terug bij het rijk kwamen. De kruisvaarders zwoeren uiteindelijk deze eed individueel, in plaats van als een groep. Sommigen, zoals Raymond IV van Toulouse, waren oprecht, maar anderen, zoals Bohemund, waren waarschijnlijk nooit van plan om hun belofte na te komen. Op zijn beurt, gaf Alexios hen gidsen en een militaire escort. De kruisvaarders waren echter teleurgesteld door de Byzantijnse tactieken, zoals de onderhandelingen over de overgave van Nicaea van de Seltsjoeken terwijl dit nog belegerd werd door de kruisvaarders, die hoopten het te kunnen plunderen om hun expeditie te financieren. De kruisvaarders voelden zich verraden door Alexios. Ze hadden een aantal belangrijke steden en eilanden heroverd, in feite een groot deel van westelijk Klein-Azië, zonder Byzantijnse hulp.
In 1090 werden de kruisvaarders belegerd in Antiochië, een stad die ze zelf na een lang beleg hadden veroverd. Alexios marcheerde eropuit om hen te hulp te schieten, maar na het horen van Stefanus II van Blois dat de situatie hopeloos was, keerde hij terug naar Constantinopel. De kruisvaarders sloegen echter onverwachts de belegering af. Ze vonden dat Alexios hen in de steek had gelaten en achtten de Byzantijnen onbetrouwbaar. Daarom beschouwden zij hun afgelegde eed als ongeldig.
Tegen 1100 waren er een aantal kruisvaardersstaten, waaronder het prinsdom Antiochië dat in 1098 werd gesticht door Bohemund. Er gingen stemmen op om Antiochië terug te geven aan de Byzantijnen, ondanks Alexios' vermeende verraad, Na de verovering van Antiochië claimde Bohemund het echter voor zichzelf. Dit beviel de Byzantijnse keizer uiteraard niet. Antiochië had een belangrijke haven, was een belangrijk knooppunt van handelswegen naar Azië en een vesting van de Oosters-orthodoxe Kerk, met een belangrijke Griekse patriarch. Het was maar een aantal decennia in islamitische handen geweest, in tegenstelling tot Jeruzalem, dat veel verder van Constantinopel af lag en al een aantal eeuwen niet in Byzantijnse handen was geweest. Alexios erkende de legitimiteit van het prinsdom niet omdat Bohemund de eed had gezworen in 1097. Daarop probeerde hij Bohemund uit Antiochië te zetten.
Bohemund beledigde verder zowel de Byzantijnse keizer als de Orthodoxe kerk door in 1100 Bernard van Valence te benoemen als Latijnse patriarch en tegelijkertijd de Griekse patriarch Johannes VII van Antiochië te verbannen. Deze laatste vluchtte vervolgens naar Constantinopel. Kort daarna werd Bohemund gevangengenomen door de Danishmenden uit Syrië en drie jaar vastgehouden. Intussen fungeerde zijn neef Tancred van Galilea als regent. Na de vrijlating van Bohemund werd hij verslagen door de Seltsjoeken tijdens de Slag bij Harran in 1104. Deze nederlaag verzwakte Antiochië zodat de druk van zowel de Seltsjoeken als de Byzantijnen toenam. Bohemund liet het bestuur van Antiochië over aan Tancred en reisde zelf naar het Westen met de bedoeling om in Italië en Frankrijk versterkingen te vinden. Bohemund won echter de steun van Paus Paschalis II en de Franse koning Filips I, met wiens dochter hij trouwde. Het is niet helemaal zeker of zijn expeditie die volgde als een kruistocht werd beschouwd.
Bohemunds normandische verwanten uit Sicilië waren al 30 jaar in oorlog met het Byzantijnse rijk; zijn vader Robert Guiscard was een van de ergste vijanden van het Rijk. Terwijl Bohemund weg was, zond Alexios troepen om Antiochië en steden in Cilicië te bezetten. In 1107 had Bohemund een nieuwe kruistocht georganiseerd om tegen de moslims in Syrië te strijden. Maar in plaats van tegen de moslims, begon Bohemund een oorlog tegen Alexios, door de Adriatische Zee over te steken om zo Dyrrhachium, de meest westelijke stad van het rijk, te belegeren. Maar net als zijn vader, slaagde Bohemund er niet in om enige belangrijke overwinningen te halen; Alexios vermeed een ongelijke slag en Bohemunds belegering mislukte, deels door een plaag die zijn leger trof. Bohemund kwam snel in een onmogelijke positie, doordat hij ingesloten was bij Dyrrhachium. Zijn ontsnappingsroute was geblokkeerd door de Venetiërs en Paschalis II trok zijn steun terug.

## Overeenkomst

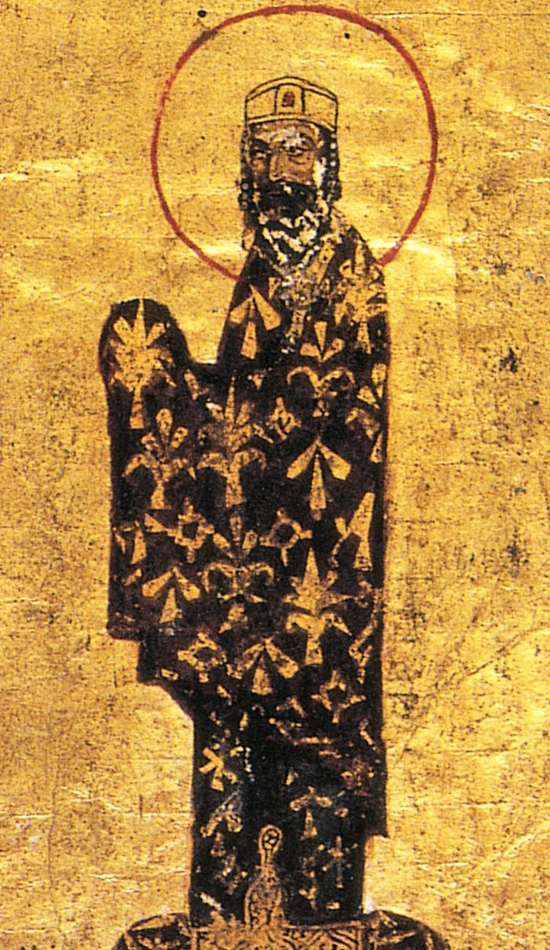
Byzantijnse keizer Alexios I Komnenos.

In september 1108 vroeg Alexios of Bohemund met hem wilde onderhandelen in het keizerlijke kampement in Diabolis. Bohemund kon niet anders dan het te accepteren, nu zijn getroffen leger niet langer in staat was Alexios te verslaan. Hij gaf toe dat hij zijn belofte verbrak, die hij zwoer in 1097, maar hij weigerde om toe te geven dat het enige relatie had met de huidige omstandigheden, omdat Alexios, in Bohemunds ogen ook de afspraak had verbroken door terug te keren van het beleg van Antiochië in 1098. Alexios stemde ermee in om de eden uit 1097 als ongeldig te beschouwen. De specifieke termen van het verdrag zijn bepaald door de generaal Nikephoros Bryennios en werden vastgelegd door Anna Komnene:
- Bohemund stemde ermee in om een vazal te worden van de keizer en ook van Alexios' zoon en opvolger Johannes;[18]
- Hij stemde ermee in om te helpen met het verdedigen van het rijk, waar en wanneer hij nodig was en kreeg daarvoor in ruil 200 talenten;
- Hij kreeg de titels sebastos en doux (hertog) van Antiochië;
- Hij kreeg de keizerlijke steden Antiochië en Aleppo als leen (Aleppo was noch in de handen van de Byzantijnen noch van de kruisvaarders, maar het was duidelijk dat Bohemund het zou proberen te veroveren);
- Hij stemde ermee in om Laodicea en andere Cilicische gebieden terug te geven aan Alexios;
- Hij stemde ermee in om Alexios een Griekse patriarch aan te laten stellen (de terugkomst van de Griekse patriarch markeerde de acceptatie van onderwerping aan het rijk, maar daardoor ontstonden er canonieke vraagstukken, die moeilijk waren op te lossen[19]).[20]

De termen werden onderhandeld volgens de Bohemunds westerse begrip, waardoor hij zichzelf zag als een feodale vazal van Alexios, een leeman (homo ligius of ἄνρωπος λίζιος) met alle verplichtingen van dien, zoals gebruikelijk was in het westen. Hij was verplicht om militaire assistentie te verlenen aan de keizer, tenzij in oorlogen waarin hij zelf was betrokken, en om hem te steunen tegen al zijn vijanden in Europa en Azië.
Anna Komnene beschreef de procedure met veel herhalende details. Zo wordt Bohemunds eigen fouten veel beschreven en wordt de welwillendheid van Alexios en het Rijk veel geprezen. De procedure zal erg vernederend zijn geweest voor Bohemund. Aan de andere kant was Anna's werk bedoeld om haar vader te prijzen waardoor de termen van het verdrag niet helemaal accuraat zijn.
De mondelinge overeenkomst was geschreven op twee exemplaren, een voor Alexios en een voor Bohemund. Volgens Anna, waren de getuigen uit Bohemunds kamp die het verdrag tekenden: Maurus (bisschop van Amalfi en pauselijk legaat), Renard (bisschop van Tarentum), een aantal geestelijken die hem vergezelden waaronder de abt van het sint Andreas klooster in Brindisi samen met twee monniken en een aantal "pelgrims" (waarschijnlijk soldaten uit Bohemunds leger). Van Alexios’ keizerlijke hof waren de getuigen van het verdrag, de sebastos Marinos van Napels, Roger zoon van Dagobert, Peter Aliphas, Willem van Gand, Richard van Salerno, Geoffrey of Mailli, Hubert zoon van Raoul, Paul de Romein, de ambassadeurs Peres en Simon van Hongarije en de ambassadeurs Basil de Eunuch en Constantijn. Veel van Alexios getuigen waren zelf westers, die hoge posities bekleden in het Byzantijnse leger en op het keizerlijke hof. Basil en Constantijn waren ambassadeurs in dienst van Bohemunds verwanten op Sicilië.
Geen van de exemplaren is bewaard gebleven. Het kan zijn geschreven in Latijn, Grieks of beide. Beide talen kunnen gebruikt zijn, gekeken naar de westerse aanwezigen, waarvan er veel het Latijn beheersen. Het is niet bekend hoe erg Bohemunds concessies bekend waren in Latijns Europa, slechts een aantal kroniekschrijvers noemen de gebeurtenis; Fulcher van Chartres noemt slechts dat Bohemund en Alexios zijn verzoend.

## Analyse

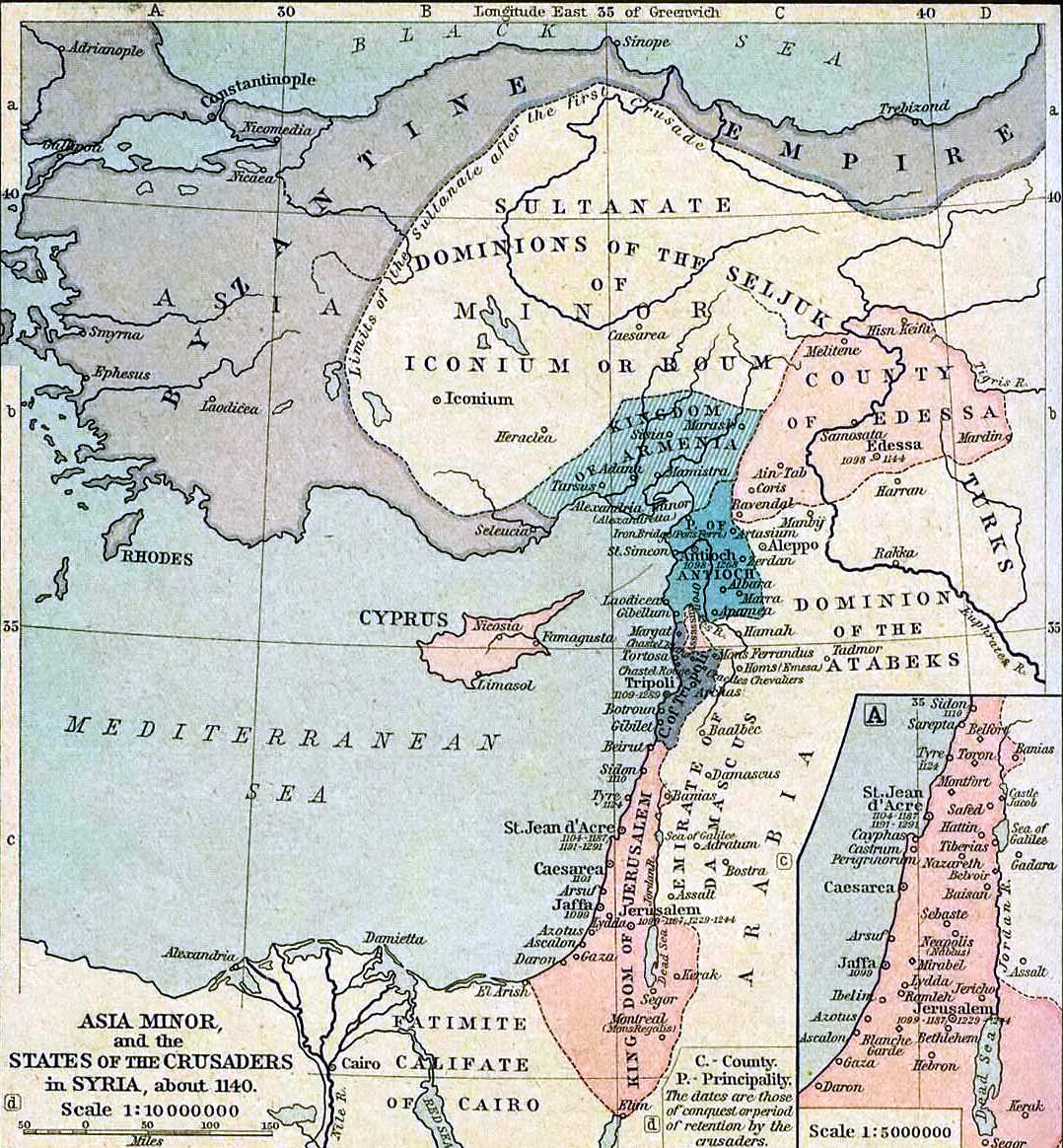
Klein-Azië en de kruisvaardersstaten rond 1140

Het verdrag was meer in het voordeel van Alexios en maakte de eventuele inlijving van Antiochië en het grondgebied bij het Rijk mogelijk. Alexios zag dat het onmogelijk was om Bohemund uit Antiochië te krijgen en probeerde hem daarom onder de structuur van het Byzantijnse bestuur te krijgen en hem te laten werken in het voordeel van het Rijk.
Bohemund kon Antiochië behouden tot aan zijn dood met de titel van doux, tenzij de keizer (Alexios of in de toekomst, Johannes) ervoor zou kiezen om de afspraak te verbreken. Het prinsdom zou direct onder Byzantijnse invloed komen bij het overlijden van Bohemund. Daardoor kon Bohemund geen dynastie opzetten in Antiochië, hoewel hij was verzekerd dat hij het recht van opvolging wel kon doorgeven via het Graafschap Edessa en alle andere gebieden die hij op de Syriërs kon veroveren.
Bij de landen van Bohemund behoorden Sint Simeon en de kust, de dorpen Baghras en Artah en de Latijnse bezittingen in de Jebel as-Summaq. Latakia en Cilicië, zouden echter direct terugkomen onder het Byzantijns bestuur. Thomas Asbridge benadrukt wat de Keizer aan Bohemund gunde (inclusief Aleppo) veel nog in handen was van de moslims (zowel Bohemund als Alexios hadden geen controle over Edessa, alhoewel tegen de tijd Tancred wel regent was van Edessa en Antiochië). Dit is tegenstrijdig met Lilie's bewering dat Bohemund goed weg komt met het verdrag. René Grousset noemt het verdrag een "dictaat", maar Jean Richard onderstreept dat de regels van het feodaalrecht, waar Bohemund zich aan moest houden "in geen geval mensonterend waren." Volgens John W. Birkenmeier, markeerde het verdrag een punt waar Alexios een nieuw leger en nieuwe tactische stellingen had ontwikkeld. Toch was het verdrag geen politiek succes voor de Byzantijnen; "het ruilde Bohemunds vrijheid voor de titel heer van Zuid-Italië dat nooit effect kon hebben en voor de bezetting van Antiochië wat nooit uitgevoerd kon worden."
De termen van het verdrag kunnen geïnterpreteerd worden op verschillende manieren. Volgens Paul Magdalino en Ralph-Johannes Lilie, “laat het verdrag, zoals het is overgeschreven door Anna Komnene een opzienbarende gelijkheid zien met het westerse feodale gebruik, ongeacht het geschreven is door een Griek of door een Latijn in dienst van de keizer, had het een gevoelige achting voor de westerse kijk op de status quo in het oosten van de Middellandse Zeegebied."
Zo ook de diplomatieke initiatieven die Alexios ondernam, om het verdrag te bekrachtigen op Tancred (zoals het verdrag die hij opmaakte met Pisa in 1110-1111 en de onderhandeling voor de kerkelijke hereniging met Pascalis II in 1112). In tegenstelling tot Asbridge, die recentelijk beweerde dat het verdrag afkomstig was van Griekse als van westerse precedenten, en dat Alexios wenste dat Antiochië kwam onder de paraplu van het pronoia systeem.

## Nasleep

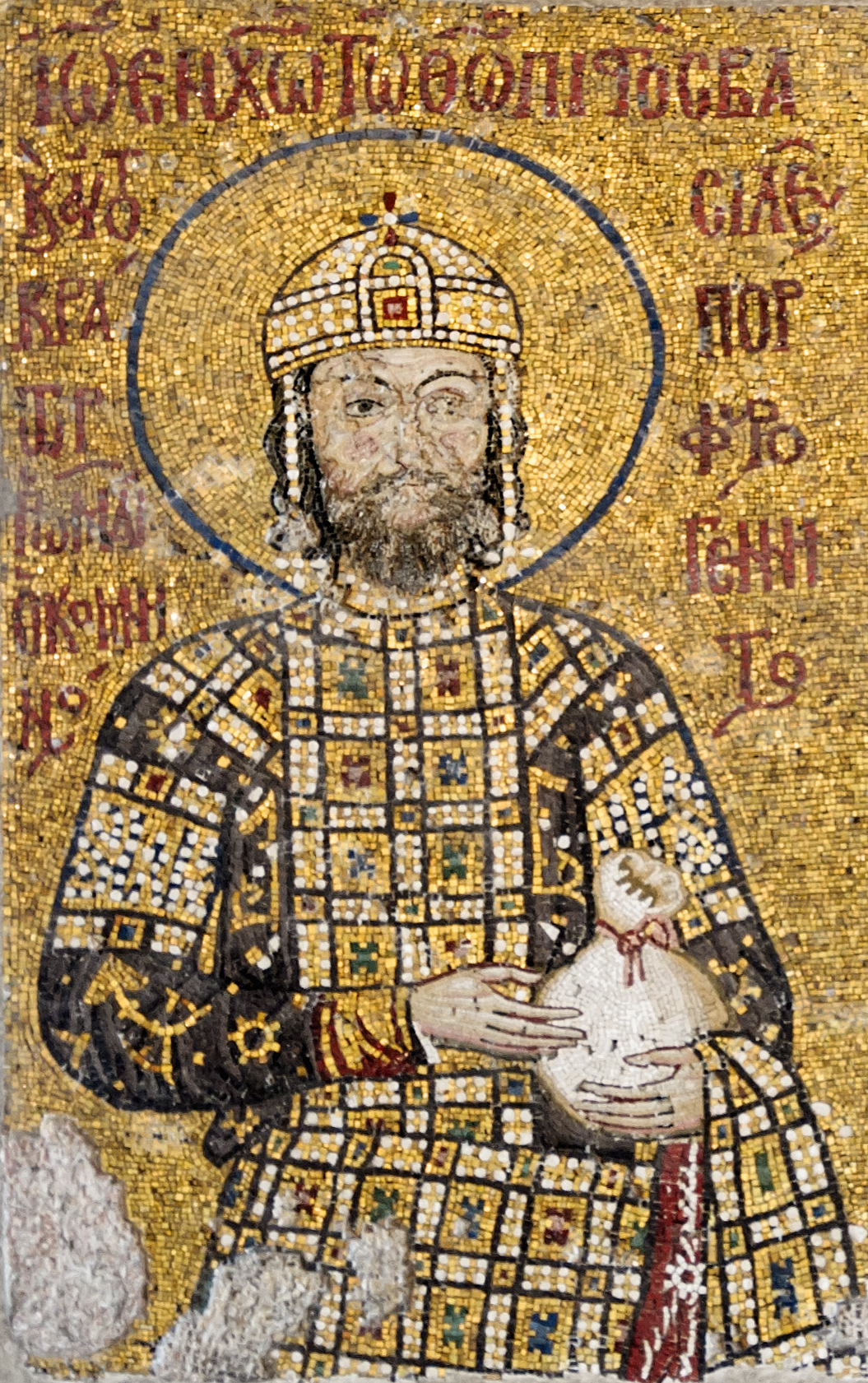
Een mozaïek waar Johannes II op getoond is, zoon van Alexios, die Antiochië veroverde in 1137

Bohemund keerde nooit terug naar Antiochië (hij ging naar Sicilië, waar hij stierf in 1111), en de zorgvuldig opgestelde clausules van het verdrag werden nooit uitgevoerd. Bohemunds neef, Tancred, weigerde echter het verdrag na te leven. Hij vond dat Antiochië hem toekwam doordat hij had deelgenomen aan haar verovering. Hij zag geen reden om haar over te dragen aan iemand die niet had deelgenomen aan de kruistocht en die deze zelfs had tegengewerkt (zoals de kruisvaarders het beschouwden). De kruisvaarders meenden dat Alexios Bohemund had misleid door hem Antiochië te “geven”. Zij verdachten hem er al langer van oneerlijk en ongeloofwaardig te zijn, en dit versterkte hun vermoeden. Het verdrag refereerde aan Tancred als de ongeoorloofde houder van Antiochië, en Alexios verwachtte van Bohemund om hem te verdrijven of hem op een andere manier te controleren. Tancred liet ook de Griekse patriarch niet in de stad blijven. In plaats daarvan werden de Grieks patriarchen nu in Constantinopel aangesteld en oefenden zij vandaar hun macht uit.
De vraag naar de status van Antiochië en de naburige Cilicische steden teisterde het Rijk voor velen jaren erna. Hoewel het verdrag van Devol nooit van kracht werd, was het wel de basis voor Byzantijnse onderhandelingen met de kruisvaarders voor de opvolgende dertig jaar en de keizerlijke claims op Antiochië gedurende de heerschappijen van Johannes II en Manuel I. Zodoende probeerde Johannes II te imponeren, door zelf met zijn leger naar Antiochië af te reizen om de stad te belegeren. De inwoners van Antiochië probeerden te onderhandelen, maar Johannes eiste de onvoorwaardelijke overgave van de stad. Na het vragen van toestemming aan de koning van Jeruzalem, Fulco, die hij kreeg, stemde Raymond, prins van Antiochië ermee in om de stad over te geven. De overeenkomst, waarbij Raymond zijn onderdanigheid aan Johannes zwoer, was expliciet gebaseerd op het verdrag van Devol, maar ging nog verder. Raymond, die werd gezien als een keizerlijke vazal van Antiochië, beloofde de Keizer vrije toegang tot Antiochië en was van plan hem de stad te geven in ruil voor Aleppo, Shaizar, Homs en Hama, zodra deze werden veroverd op de moslims. Raymond zou dan regeren over de nieuwe veroveringen en Antiochië zou direct onder het Byzantijnse bestuur komen. De veldtocht zou uiteindelijk falen, mede doordat Raymond en Joscelin II, graaf van Edessa, die werd opgedragen deel te nemen als vazal van Johannes, niet meewerkten. Toen Johannes op de terugtocht naar Antiochië besloot om bezittingen van de steden mee te nemen, organiseerden de prinsen een opstand. Johannes werd belegerd in de stad en was gedwongen te vertrekken naar Constantinopel in 1138. Hij accepteerde Raymond's en Joscelin's verklaring dat zij niets te maken hadden met de rebellie. Johannes probeerde het opnieuw in 1142, maar hij stierf onverwachts waarna het Byzantijnse leger terugkeerde.
Pas in 1158 werd Antiochië, onder de heerschappij van Manuel I, echt een vazalstaat van het Rijk, nadat prins Reinoud van Châtillon werd gedwongen trouw te zweren aan Manuel als straf voor zijn aanval op het Byzantijnse Cyprus. De Griekse patriarch keerde terug en oefende samen met de Latijnse patriarch zijn macht uit. Na Raynalds overgave aan de moslims in 1160, verzwakte Antiochië door de machteloosheid van haar regenten. Het bleef echter een Byzantijnse vazalstaat tot 1182. Door de interne conflicten die volgden op de dood van Manuel in 1180 konden de Byzantijnen niet langer hun aanspraak op Antiochië behouden.